# القایدا، هدهرامات
ال-قایدا، هدهرامات یک منطقهٔ مسکونی در یمن است که در استان حضرموت واقع شده‌است.